# It's a Beautiful Day
It's a Beautiful Day est un groupe américain formé à San Francisco par David LaFlamme en 1967, soit lors de la seconde vague psychédélique qui déferle sur la ville. Au même titre que Grateful Dead ou Jefferson Airplane, le groupe partage toutes les affiches de Fillmore West, même si son premier album sort après le Summer of Love. Leur musique a beau être de l'acid rock, elle est une des plus chaleureuses de la période.
Leur premier album It's A Beautiful Day sort en 1968, il comporte notamment les chansons White Bird (avec l'orgue et le solo de guitare acoustique), Time is, Hot summer day et Bombay calling (titre composé par Vince Wallace dont l'intro sera reprise en 1970 par Deep Purple pour un des titres de l'album In Rock : Child in Time). Les chansons sont chantées à deux voix (David LaFlamme et Pattie Santos, comme le faisait Jefferson Airplane) et le violon de LaFlamme, elles ont un fort écho dans la baie de San Francisco.
Le groupe a failli participer en 1969 au festival de Woodstock, ce dernier faisant partie avec Santana du chapeau tiré au sort pour compléter l'affiche avec le Grateful Dead, les 3 formations étant managées par le même Bill Graham. Malheureusement pour It's a Beautiful Day ce fut Santana qui fut tiré par Michael Lang, organisateur du festival.
En 1970, le groupe sort son deuxième album, Marrying Maiden qui s'ouvre avec la chanson "Don and Dewey" (calqué sur le Wring that Neck de Deep Purple de l'album The Book of Taliesyn sorti en 1968) et a un succès semblable au premier avec des chansons telles que The Dolphins (reprise de Fred Neil) ou encore Galileo et Essence of Now. Jerry Garcia des Grateful Dead participe à l'album.
Après un célèbre concert au Carnegie Hall en 1972 (dont sera issu un album), le groupe se dissout en 1974.
En 1997, le groupe se reforme avec deux membres originaux, David Laflamme et le batteur Val Fuentes.

## Discographie

### Albums
- It's a Beautiful Day (1969) UK Album Chart No. 58, 1970[1]
- Marrying Maiden (1970) UK Album Chart No. 45, 1970[1]
- Choice Quality Stuff/Anytime (1971)
- Live At Carnegie Hall (1972)
- It's a Beautiful Day...Today (1972)
- 1001 Nights (Compilation) (1974)
- White Bird/ Amherst Records (1977)
- Inside Out/ Amherst Records (1978)
- It's A Beautiful Day / Marrying Maiden (Rerelease) (1998)
- Beyond Dreams (2003)
- David LaFlamme - Live in Seattle (2003)
- David LaFlamme - Misery Loves Company (2005)

### Singles
- Bulgaria / Aquarian Dream (1968) Sound 7
- White Bird / Wasted Union Blues (1969) Columbia 44928
- Soapstone Mountain / Good Lovin' (1970) Columbia 45152
- The Dolphins / Do You Remember The Sun (1970) Columbia 45309
- Anytime / Oranges and Apples (1972) Columbia 45536
- White Bird (live) / Wasted Union Blues (live) (1973) Columbia 45788
- Ain't That Lovin' You Baby / Time (1973) Columbia 45853

## Membres
It's a Beautiful Day :
- David Laflamme (chant, violon)
- Linda Laflamme (clavier)
- Val Fuentes (batterie)
- Pattie Santos (chant)
- Hal Wagenet (guitare)
- Mitchell Holman (basse)

À partir de Marrying Maiden :
- David Laflamme (chant, violon)
- Fred Webb (clavier)
- Val Fuentes (batterie)
- Pattie Santos (chant)
- Hal Wagenet (guitare)
- Mitchell Holman (basse)